# 金正潤
金 正潤（キム・チョンユン、1983年1月29日 - ）は、大韓民国出身のプロバスケットボール選手である。ポジションはF。

## 来歴
檀国大学校卒業後、安養KT&Gカイツに入団。
2008年、bjリーグに転籍する浜松・東三河フェニックスに移籍。KBLからbjリーグへの移籍は史上初となる。

## 経歴
- 檀国大学校 - KT&G - 浜松・東三河フェニックス（2008年～）